# داستان (فیلم ۲۰۱۸)
داستان (انگلیسی: The Tale) یک درام تلویزیونی به کارگردانی جنیفر فاکس است که در سال ۲۰۱۸ منتشر شد. از بازیگران آن می‌توان به لورا درن، الن برستین، جیسون ریتر، الیزابت دبیکی، سوفی نیلیس، کامن، فرانسیس کانروی و جان هرد اشاره کرد. داستان فیلم در مورد سوءاستفاده جنسی از خود فاکس در کودکی است و این‌که چطور این اتفاق بر روابط آینده‌اش تأثیر گذاشته است. این فیلم اول بار در جشنواره فیلم ساندنس (۲۰۱۸) به نمایش درآمد و در ۲۶ مه ۲۰۱۸ از اچ‌بی‌او پخش شد.